# La Fabrique des sentiments
Pour plus de détails, voir Fiche technique et Distribution.
La Fabrique des sentiments est un film français réalisé par Jean-Marc Moutout, sorti le 6 février 2008.

## Synopsis
Eloïse, est une jeune femme belle et brillante de 36 ans, notaire à Paris, célibataire.  
Comme beaucoup de femmes, elle cherche l'homme de sa vie, « l'âme sœur », « l'élu » qui saura la surprendre, la rendre amoureuse, et heureuse, la faire rire, la faire vibrer, avec qui fonder un foyer ... mais son destin semble ne lui réserver que les doutes, les angoisses de la solitude et des tracas de la vie courante ...
Elle s'inscrit à un speed dating : 7 hommes, 7 femmes, 7 minutes pour séduire... puis à des sites de rencontres ou à la place de ses rêves et idéaux, elle rencontre de nombreux hommes avec leurs angoisses et leurs failles vecteurs de faux espoirs douloureux...

## Fiche technique
- Titre : La Fabrique des sentiments
- Titre préparatoire : Exclusif
- Titre anglais : The Feelings Factory
- Réalisation : Jean-Marc Moutout
- Scénario : Olivier Gorce, Jean-Marc Moutout et Agnès de Sacy
- Production : Régine Vial
- Musique : Silvain Vanot
- Photographie : Claude Garnier
- Format : couleur
- Pays d'origine :  France
- Langue originale : français
- Durée : 104 minutes
- Dates de sortie :
  -  France : 6 février 2008
  -  Allemagne : 8 février 2008 (Festival de Berlin)
  -  Belgique : 20 février 2008

## Distribution
- Elsa Zylberstein : Éloïse Hautier
- Jacques Bonnaffé : André
- Bruno Putzulu : Jean-Luc
- Hiam Abbass : Professeur Sterne
- Anne-Katerine Normant : Marie
- Jean Segani : Maître Fontenel
- Octave Novel : Adrien
- Josiane Stoléru : la mère
- Nathaly Coualy : Sonia
- Gérard Watkins : Michel
- Marceline Loridan-Ivens : Esther
- Scali Delpeyrat : Alexandre
- Serge Renko : Bertrand
- Éric Bougnon : Brice
- Carole Baillien : Françoise
- Marie-Pierre Chaix : Nathalie
- Marianne Plasteig : Virginie
- Pierre Pellet : Xavier
- Christophe Paou : un avocat
- Morgane Lombard : la secrétaire
- Annick Christians : la procureure
- François Caron : une rencontre d'Éloïse